# Kamienica Pod Trzema Murzynami we Wrocławiu
Kamienica Pod Trzema Murzynami („Pod Trzema Murzynami”) – zabytkowa kamienica o średniowiecznym rodowodzie, znajdująca się u zbiegu ulic Kiełbaśniczej 32 i Ruskiej 1 we Wrocławiu. 

## Historia kamienicy

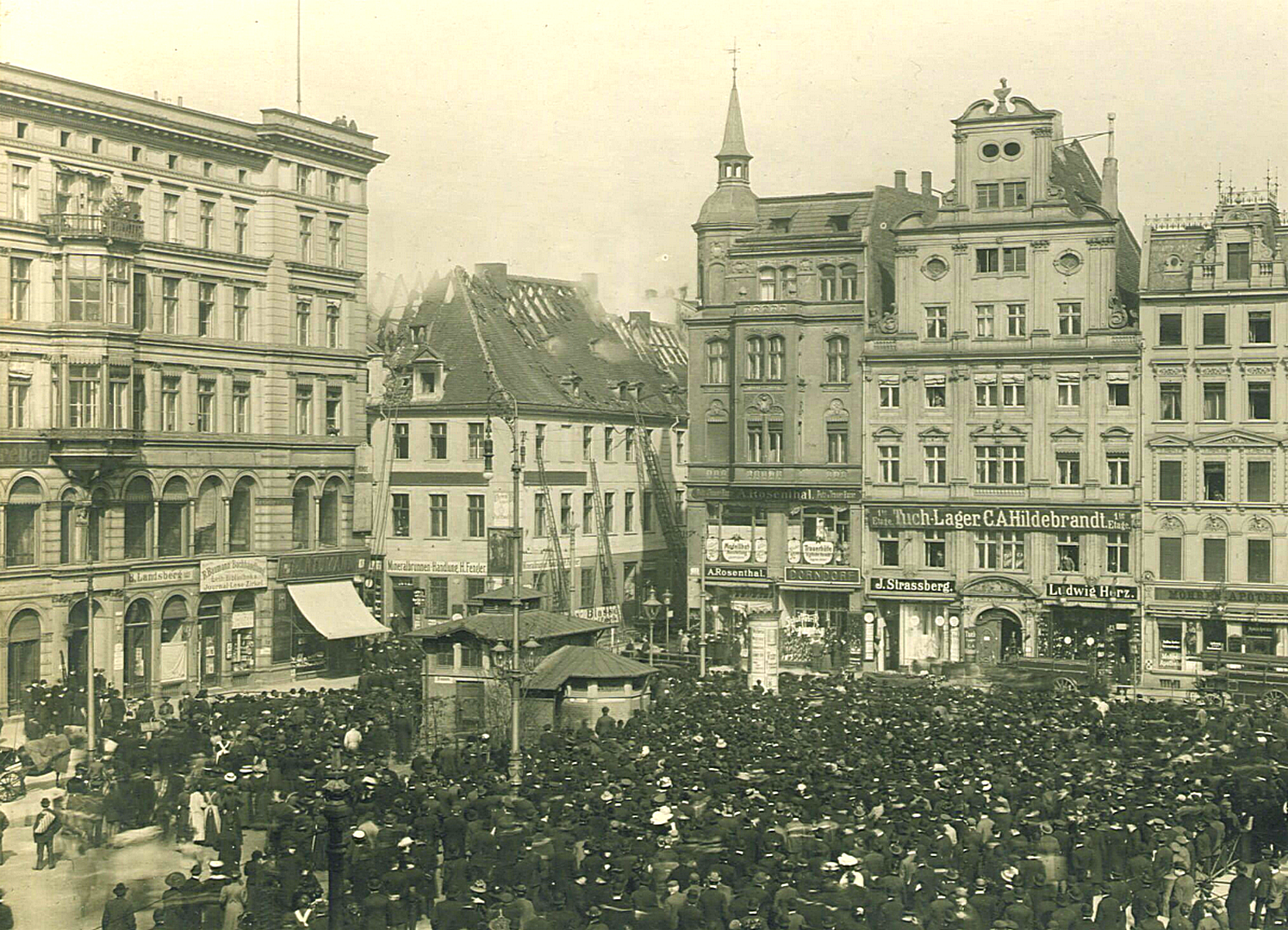
Pożar kamienicy Pod Trzema Murzynami w 1908

Pierwotnie na działce narożnej znajdowały się dwa dwutraktowe budynki wzniesione w XIV wieku. W 1562 roku były to już dwukondygnacyjne kamienice szczytowe skierowane szczytem ku ulicy Ruskiej. Około 1700 roku budynki scalono i nadano im barokową elewację, sześcioosiową od strony wschodniej i południowej. Obie elewacje były do siebie podobne, ich naroża były akcentowane boniowanymi lizenami a kondygnacje oddzielały pasowe gzymsy. Nad gzymsem koronującym po obu stronach znajdowały się trzy lukarny obudowane edykułą. Środkowe lukarny znajdujące się w osi elewacji były szersze i miały zdwojone okna. Wszystkie okna budynku miały uszakowe opaski a te znajdujące się na pierwszym piętrze osadzone były dodatkowo na cokołach z lustrami. W niegeometrycznej osi fasady od ulicy Ruskiej znajdował się portal a nad nim zdwojone okna na pierwszym i drugim piętrze oraz lukarna i zaklęśnięcie gzymsu koronującego. Portal prowadził do przelotowej sieni, prawdopodobnie powstałą jeszcze w XVI wieku, przykrytą kolebką o koszowym przekroju z lunetami. W tylnej części sieni znajdowały się schody prowadzące na wyższe kondygnacje.     
W 1858 roku, za sprawą inwestora C. Heina, kamienicę rozbudowano, podnosząc ją o jedną kondygnację. Od strony ulicy Kiełbaśniczej elewacja kamienicy była 21 osiowa.  Kolejne większe przebudowy miały miejsce w latach 1864 i 1869, kiedy to usunięto portal a od strony dziedzińca wykonano drewniane galerie. 21 marca 1908 roku kamienica częściowo spłonęła; odremontowano ją w latach 1909–1910. Odnowiono wówczas wnętrza budynku, witryny na parterze oraz zlikwidowano częściowy wystrój barokowej elewacji. W rezultacie kalenicowa trzykondygnacyjna kamienica o dwukondygnacyjnym poddaszu została pokryta mansardowym dachem z facjatami. Od strony południowej elewacja została podzielona na siedem osi, gdzie dwie osie środkowe (trzecia i czwarta, licząc od zachodniej strony) były zwężone względem siebie, a w ich części parterowej znajdowała się sień przelotowa z portalem wejściowym. Na tyłach budynku znajdowały się oficyny. Od strony wschodniej budynek posiadał dziesięcioosiową elewację. 
W narożniku budynku, na wysokości pierwszej kondygnacji, znajduje się godło domu – rzeźby trzech Murzynów. Po raz pierwszy nazwę „Pod Trzema Murzynami” odnotowano w pierwszej połowie XIX wieku. Powstały wówczas trzy malowane figury Murzynów, z których środkowy miał pełnoplastyczną głowę.
W budynku pod koniec XIX wieku, na dwóch kondygnacjach mieścił się sklep z szalami i chustami Eduarda Buelschowsky'ego

## Po 1945 roku

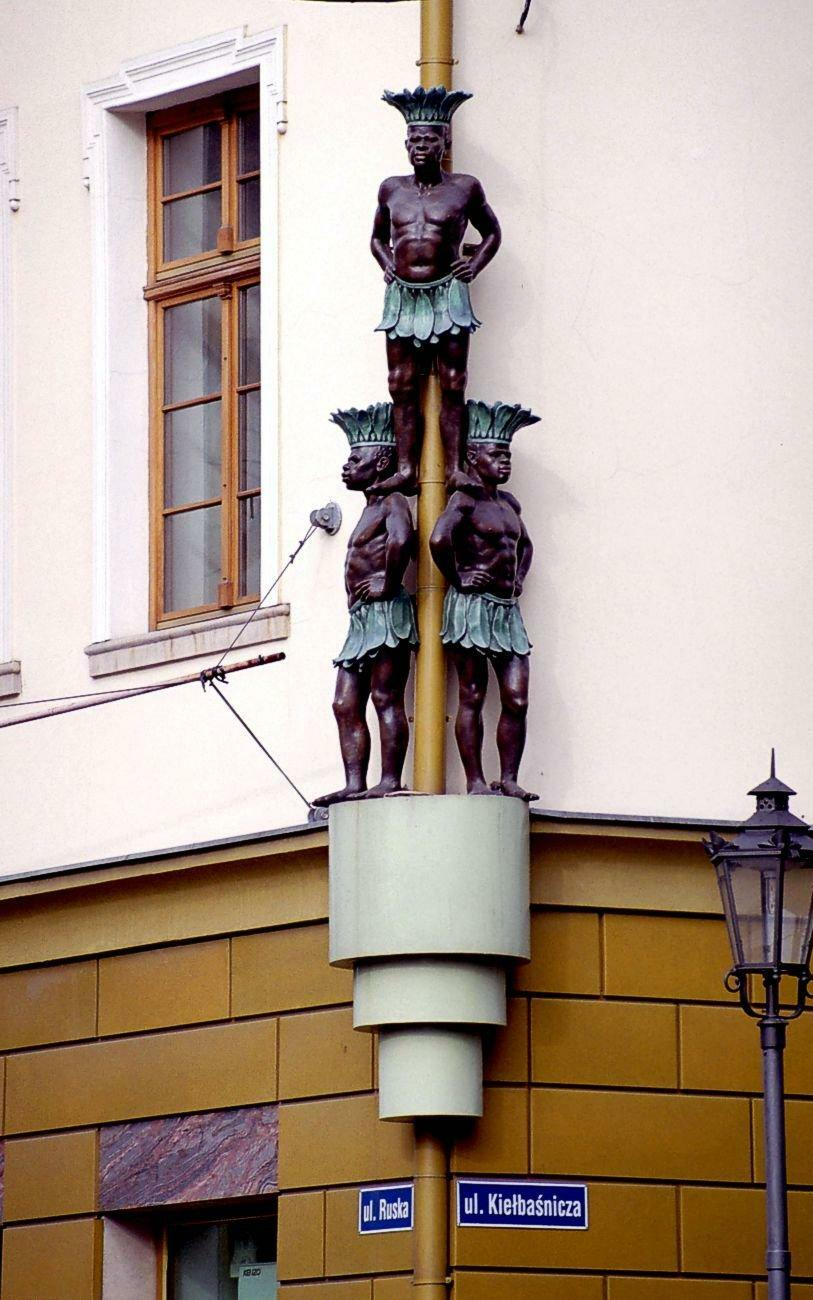
Figury trzech murzynów na elewacji budynku

Podczas działań wojennych II wojny światowej kamienica według Harasimowicza uległa zniszczeniu, a według Marzanny Jagiełło-Kołaczyk została ona jedynie uszkodzona; została więc odbudowana lub odnowiona w formach nawiązujących do baroku, przy czym wielokrotnie ją przebudowywano. Z upływem lat budynek był dewastowany. Jego właściciele często się zmieniali, a ostatni użytkownicy opuścili kamienicę w latach 80. XX wieku. Pierwsze próby remontu budynku zostały podjęte w maju 1996 roku. W latach 1998–1999 lub od czerwca 1997 do grudnia 1998 roku budynek gruntownie wyremontowano według projektu architekta Wacława Hryniewicza lub, jak podaje „Kalendarz Wrocławski”, według projektu arch. Bogdana Daczkowskiego czy też Ryszarda Daczkowskiego. W trakcie remontu zostały odtworzone najważniejsze elementy architektoniczne i przygotowano do zainstalowania stare godło kamienicy. Wnętrza odnowił zespół składający się z inż. arch. Zdzisławy Daczkowskiej, inż. Ryszarda Daczkowskiego i arch. Wojciecha Berezowskiego. Inwestorem prac była przedsiębiorstwo Alfa Immobillien, a wykonawcą przedsiębiorstwo budowlane Integer Sp. z o.o. Wnętrza kamienicy „Pod Trzema Murzynami” zostały nagrodzone w ogólnomiejskim konkursie architektonicznym Klubu Budowniczych Wrocławia, promującym projektantów, inwestorów i wykonawców, w czerwcu 2000 roku. W narożniku umieszczono trzy pełnoplastyczne figury Murzynów.
Po gruntownym remoncie parter kamienicy zajęły lokalne handlowo-usługowe.